# Playa Blanca (Lied)
Playa Blanca ist ein Schlager von Linda Susan Bauer aus dem Jahr 1982, der von Jack White produziert wurde. Die Musik des Liedes wurde von Jack White geschrieben und von Charles Blackwell arrangiert, der Text des Liedes wurde von Michael Kunze verfasst.

## Inhalt
Das Lied besingt die Vorfreude einer Frau auf einen Urlaub im Fischerdorf Playa Blanca auf Lanzarote. Im Hintergrund sind Steeldrums zu hören, was eher karibischem Flair entspricht.

## Versionen
Die englischsprachige Originalversion des Liedes konnte sich nicht in den Charts platzieren.
Eine bekannte deutschsprachige Coverversion wurde 1982 von Andrea Jürgens gesungen. Die Coverversion erreichte in Deutschland Platz 45.
Eine englischsprachige Coverversion nahm Audrey Landers im Jahr 1983 auf, die 1984 erschien. Diese Coverversion konnte in den Charts in Deutschland Platz 38 und in den Niederlanden Platz 43 erreichen.